# Master Keaton
Pour les articles homonymes, voir Keaton (homonymie).
Master Keaton (MASTERキートン, Masutā Kīton) est un manga créé par Hokusei Katsushika et Naoki Urasawa. Il a été publié dans le magazine Big Comic Original entre 1988 et 1994 s'étendant sur 18 volumes (144 chapitres au total). En 1998, la série a eu droit a une édition deluxe en neuf tomes. Une seconde édition deluxe de douze tomes a vu le jour en août 2011 et juin 2012.
Cette seconde édition deluxe est éditée en version française par Kana depuis mars 2013.
Une adaptation en série télévisée d'animation de 39 épisodes produit par le studio Madhouse est diffusée entre octobre 1998 et mars 1999 au Japon sur Nippon Television. La série est licenciée en France par IDP Home Video. Bien que le manga ne soit pas traduit en anglais, la série a été doublée en anglais et des DVD double langages sont disponibles sur le marché américain. La cible du manga est les hommes japonais entre vingt et trente ans, une audience relativement plus vieille que la cible de la plupart des séries d'animation japonaise.
Une suite nommée Master Keaton Remaster (MASTERキートン Reマスター) est prépubliée occasionnellement entre mars 2012 et août 2014 dans le magazine Big Comic Original.

## Histoire
L'histoire se déroule autour de Taichi Hiraga-Keaton (平賀＝キートン・太一, Hiraga-Kīton Taichi), le fils d'un zoologiste japonais Taihei Hiraga (平賀太平, Hiraga Taihei) et d'une femme d'origine anglaise, Patricia Keaton. Les parents de Keaton ont divorcé quand il avait cinq ans. Le jeune Taichi est alors allé en Angleterre avec sa mère. Adulte, il a étudié l'archéologie à l'Université d'Oxford, en partie sous la tutelle du Professeur Yuri Scott. A Oxford, Keaton a rencontré celle qui allait devenir sa femme, qui était une étudiante en mathématiques au Somerville College (Oxford) - le couple a divorcé, Keaton confiant sa fille de cinq ans Yuriko (百合子) aux soins de sa mère. Après avoir quitté Oxford, Keaton a rejoint le SAS britannique, atteignant le rang de master sergeant, participant à des combats pendant la Guerre des Malouines et intervenant pendant l'incident de l'ambassade iranienne.
Son entraînement au combat lui sert dans sa vie de tous les jours comme investigateur en assurances travaillant pour la célèbre Lloyd's of London où il est reconnu pour ses capacités et ses méthodes peu orthodoxes d'investigation. En plus de son travail pour la Lloyds, Keaton et son ami Daniel O'Connell maintiennent leur propre agence d'investigation en assurances à Londres. Bien que Keaton soit particulièrement brillant en tant qu'enquêteur en assurances, son rêve reste de continuer ses recherches en archéologie sur les possibles origines de la civilisation européenne dans le bassin du Danube.

## Manga

### Fiche technique
- Édition japonaise : Shōgakukan
  - Nombre de volumes sortis : 18 (première édition)
12 (édition deluxe)
  - Date de première publication : novembre 1988
  - Prépublication : Big Comic Original
- Édition française : Kana
  - Nombre de volumes sortis : 12 (terminé)
  - Date de première publication : mars 2013
- Autres éditions :
  -  Daiwon C&A Holdings

### Liste des volumes
Version Deluxe de 2011
| no | Japonais          | Japonais          | Français        | Français          |
| no | Date de sortie    | ISBN              | Date de sortie  | ISBN              |
| --- | ----------------- | ----------------- | --------------- | ----------------- |
| 1 | 30 août 2011      | 978-4-09-184161-2 | 15 mars 2013    | 978-2-5050-1764-6 |
| Liste des chapitres : - Chapitre 1 : L'homme du labyrinthe - Chapitre 2 : Un démon angélique - Chapitre 3 : Une petite blue lady - Chapitre 4 : La fronde de David - Chapitre 5 : Sable chaud, blanc et noir - Chapitre 6 : Le Kahriman du désert - Chapitre 7 : Backstreet Back - Chapitre 8 : Souvenir d'un summer pudding - Chapitre 9 : Voyage avec une lady - Chapitre 10 : La saison des chasseurs - Chapitre 11 : La saison des proies - Chapitre 12 : La saison de la récolte                                                                 |                   |                   |                 |                   |
| 2 | 30 août 2011      | 978-4-09-184162-9 | 24 mai 2013     | 978-2-5050-1830-8 |
| Liste des chapitres : - Chapitre 1 : Fire & Ice - Chapitre 2 : La vie en rose - Chapitre 3 : Red Moon - Chapitre 4 : Silver Moon - Chapitre 5 : Paris sous les toits - Chapitre 6 : Little Big Man - Chapitre 7 : Conte étrange de lasagnes - Chapitre 8 : Un message d'Alexeïeff - Chapitre 9 : Des bouquets de fleurs pour tous - Chapitre 10 : La forêt-noire - Chapitre 11 : Grande aventure en début d'après-midi - Chapitre 12 : La fille en rouge                                                                                              |                   |                   |                 |                   |
| 3 | 30 septembre 2011 | 978-4-09-184163-6 | 5 juillet 2013  | 978-2-5050-1831-5 |
| Liste des chapitres : - Chapitre 1 : Le mur de la joie - Chapitre 2 : Les règles d'un négociateur - Chapitre 3 : Les règles d'une rançon - Chapitre 4 : Le héros volant - Chapitre 5 : Quatorze marches - Chapitre 6 : Une mort douce - Chapitre 7 : Une longue et chaude journée - Chapitre 8 : Instant en famille - Chapitre 9 : La déesse blanche - Chapitre 10 : Charlie - Chapitre 11 : Un cadavre sans intérêt - Chapitre 12 : La trêve de Noël                                                                                                 |                   |                   |                 |                   |
| 4 | 28 octobre 2011   | 978-4-09-184164-3 | 18 octobre 2013 | 978-2-5050-1832-2 |
| Liste des chapitres : - Chapitre 1 : L'homme venu d'Hamelin - Chapitre 2 : L'homme venu à Hanovre - Chapitre 3 : L'homme venu d'Olmütz - Chapitre 4 : Le cas du professeur Keaton - Chapitre 5 : Le joyau tenu secret - Chapitre 6 : L'oiseau bleu a disparu - Chapitre 7 : La neige blanche et l'arche de Noé - Chapitre 8 : Un drapeau mensonger à trois couleurs - Chapitre 9 : L'union Jack Mensonger - Chapitre 10 : Safehouse - Chapitre 11 : La pension aux chats métamorphosés et ses habitants - Chapitre 12 : Le blason au chardon          |                   |                   |                 |                   |
| 5 | 30 novembre 2011  | 978-4-09-184165-0 | 24 janvier 2014 | 978-2-5050-1833-9 |
| Liste des chapitres : - Chapitre 1 : Les souvenirs d'Elsa Lanchester - Chapitre 2 : La résurrection d'Elsa Lanchester - Chapitre 3 : L'heure bleu agate - Chapitre 4 : La clé de l'odeur - Chapitre 5 : La forêt de David Bobbitt - Chapitre 6 : Le retour de David Bobbitt - Chapitre 7 : Rêve d'un carillon d'or - Chapitre 8 : Sans issue - Chapitre 9 : La cage des léopards - Chapitre 10 : L'aigle du Karoun - Chapitre 11 : Les fourmis d'anatolie - Chapitre 12 : Les scorpions de la ville morte - Chapitre 13 : Les souris au fond du puits |                   |                   |                 |                   |
| 6 | 27 décembre 2011  | 978-4-09-184166-7 | 18 avril 2014   | 978-2-5050-1834-6 |
| Liste des chapitres : - Chapitre 1 : Les règles du jeu - Chapitre 2 : Le fruit défendu - Chapitre 3 : Un père Noël venu de l'ouest - Chapitre 4 : La loi du sang et de l'honneur - Chapitre 5 : La loi de l'amour et de la tristesse - Chapitre 6 : Le vent de Cornouailles - Chapitre 7 : Les larmes du roi - Chapitre 8 : Les aventures des petits détectives en herbe - Chapitre 9 : Highland au fond des yeux - Chapitre 10 : Amour en mai - Chapitre 11 : Château-Lajonchée 1944                                                                 |                   |                   |                 |                   |
| 7 | 30 janvier 2012   | 978-4-09-184167-4 | 4 juillet 2014  | 978-2-5050-1835-3 |
| Liste des chapitres : - Chapitre 1 : Sous le masque - Chapitre 2 : Fugue écolo - Chapitre 3 : La malédiction d'Isis - Chapitre 4 : « Blue Friday » - Chapitre 5 : Dans l'ombre de la victoire - Chapitre 6 : Le village du whisky cat - Chapitre 7 : La tapisserie aux prières - Chapitre 8 : Après la pluie, la chance - Chapitre 9 : Retour au pays - Chapitre 10 : « Les Ailes de l'ange » - Chapitre 11 : L'erreur du truqueur - Chapitre 12 : « La Forteresse d'acier »                                                                          |                   |                   |                 |                   |
| 8 | 29 février 2012   | 978-4-09-184168-1 | 3 octobre 2014  | 978-2-5050-1836-0 |
| Liste des chapitres : - Chapitre 1 : Un menu très spécial - Chapitre 2 : Rencontre fortuite de la nuit Sainte - Chapitre 3 : Le jugement des monts enneigés - Chapitre 4 : Famille - Chapitre 5 : Levons nos verres à la Catalogne - Chapitre 6 : Soleil fou - Chapitre 7 : Le jour ou naquît l'expert - Chapitre 8 : L'Orme éternel - Chapitre 9 : Vent rouge - Chapitre 10 : Tristesse rouge - Chapitre 11 : Vers le ciel... - Chapitre 12 : Chaussures et violon                                                                                   |                   |                   |                 |                   |
| 9 | 30 mars 2012      | 978-4-09-184169-8 | 16 janvier 2015 | 978-2-5050-1837-7 |
| Liste des chapitres : - Chapitre 1 : Le crépuscule des oiseaux migrateurs - Chapitre 2 : Le cadeau de l'au-delà - Chapitre 3 : La forêt des Dieux - Chapitre 4 : Le sourire légendaire - Chapitre 5 : L'île des peureux - Chapitre 6 : Tom Bower et le jeune garçon - Chapitre 7 : Le chevalier des lions - Chapitre 8 : Le chevalier de la blanche-lune - Chapitre 9 : Le château des roses - Chapitre 10 : Le mur des sentiments - Chapitre 11 : Le jour de l'entretien - Chapitre 12 : L'homme de la tour                                          |                   |                   |                 |                   |
| 10 | 27 avril 2012     | 978-4-09-184170-4 | 17 avril 2015   | 978-2-5050-6325-4 |
| Liste des chapitres : - Chapitre 1 : Qu'est qu'un bon pub ? - Chapitre 2 : Happy New Year - Chapitre 3 : L'habitant du monde sans lumière - Chapitre 4 : Celle par qui la lumière arrive - Chapitre 5 : L'immortel - Chapitre 6 : Keaton, professeur particulier - Chapitre 7 : Affaire de femmes - Chapitre 8 : La ville de la vérité - Chapitre 9 : Détour - Chapitre 10 : Aspirant détective - Chapitre 11 : Le village béni de Dieu - Chapitre 12 : Le village du saint                                                                           |                   |                   |                 |                   |
| 11 | 30 mai 2012       | 978-4-09-184171-1 | 3 juillet 2015  | 978-2-5050-6334-6 |
| Liste des chapitres : - Chapitre 1 : Le crépuscule de Buttermere - Chapitre 2 : Deux pères - Chapitre 3 : Le retour du grand détective ?! - Chapitre 4 : Made in Japan I - Chapitre 5 : Made in Japan II - Chapitre 6 : Made in Japan III - Chapitre 7 : Un amour de l'au-delà - Chapitre 8 : Le grand réalisateur disparu - Chapitre 9 : Un oubli derrière le mur - Chapitre 10 : Le dernier défi - Chapitre 11 : La promesse du Ben Nevis - Chapitre 12 : Le jugement de la montagne                                                                |                   |                   |                 |                   |
| 12 | 29 juin 2012      | 978-4-09-184172-8 | 16 octobre 2015 | 978-2-5050-6341-4 |
| Liste des chapitres : - Chapitre 1 : Devenir un jour un brillant savant - Chapitre 2 : L'héritier d'un rêve - Chapitre 3 : Une journée très chargée - Chapitre 4 : Une prière pour réussir - Chapitre 5 : En route pour la Roumanie - Chapitre 6 : Les enfants de Ceaușescu - Chapitre 7 : La fuite de Bucarest !! - Chapitre 8 : « TA89 » - Chapitre 9 : La fortune cachée de Ceaușescu - Chapitre 10 : Massacre au village - Chapitre 11 : Situation sans issue - Chapitre 12 : Ceux qui ont des rêves                                              |                   |                   |                 |                   |

### Livres dérivés
- Keaton no dōbutsuki (キートン動物記, Kīton no dōbutsuki?, lit. « Les Chroniques animalières de Keaton »), Shōgakukan, avril 1995, one shot reprenant le personnage de Master Keaton[3].
- Keaton Master's Book (キートン・マスターズ・ブック, Kīton Mastāzu Bukku?, guidebook officiel de Master Keaton), Shōgakukan, décembre 1999[4].

## Anime

### Liste des épisodes
| Épisode | Titre japonais            | Titre américain            | Titre de la version française   |
| ------- | ------------------------- | -------------------------- | ------------------------------- |
| Case 01 | 迷宮の男                  | Man in a Maze              | A Man in Labyrinth              |
| Case 02 | 小さな巨人                | Little Giant               | Little Bigman                   |
| Case 03 | ラザーニェ奇譚            | Strange Tale of Lasagna    | Stange Story of Lasagne         |
| Case 04 | 不死身の男                | Immortal Man               | The Immortal Man                |
| Case 05 | 屋根の下の巴里            | Paris under the Roof       | Paris Under The Roof            |
| Case 06 | 白い女神                  | White Goddess              | White Godess                    |
| Case 07 | 遥かなるサマープディング  | Memories of Summer Pudding | Summer Pudding in Old Time.     |
| Case 08 | 交渉人のルール            | Negotiator's Rule          | Négociator's Rule               |
| Case 09 | 貴婦人との旅              | Journey with a Lady        | Journey with a Lady             |
| Case 10 | チャーリー                | Charlie                    | Charlie                         |
| Case 11 | 特別なメニュー            | Special Menu               | Special Menu                    |
| Case 12 | 御婦人たちの事件          | A Case for Ladies          | The Ladies' Case                |
| Case 13 | 穏やかな死                | A Peaceful Death           | Peaceful Death                  |
| Case 14 | 心の壁                    | Wall in One's Heart        | Wall of the Heart               |
| Case 15 | 長く暑い日                | Long Hot Day               | Dog Days                        |
| Case 16 | 永遠の楡の木              | The Elm Tree Forever       | The Eternal Elm Tree            |
| Case 17 | バラの館                  | A Mansion of Roses         | The Houses of Roses             |
| Case 18 | フェイカーの誤算          | Faker's Miscalculation     | A Miscalculation of the Faker   |
| Case 19 | 空へ…                     | Into the Vast Sky          | Into the Sky                    |
| Case 20 | 臆病者の島                | The Island of Coward       | Coward's Islet                  |
| Case 21 | アザミの紋章              | The Thistle Emblem         | Emblem of a Thistle             |
| Case 22 | シャトー•ラジョンシュ1944 | Chateau Lajonchee 1944     | Chateau Lajonchee 1944          |
| Case 23 | 出口なし                  | No Way Out                 | No Way Out                      |
| Case 24 | オプの生まれた日          | The Day the Op Was Born    | OP's Birthday                   |
| Case 25 | 砂漠のカーリマン          | Kalihman of the Desert     | A Karhiman in Desert            |
| Case 26 | 家族                      | Family                     | Family                          |
| Case 27 | 赤い風                    | The Red Wind               | Red Wind                        |
| Case 28 | アレクセイエフからの伝言  | A Message from Alexeyev    | Message from Alekseïff          |
| Case 29 | 禁断の実                  | The Forbidden Fruit        | The Forbidden Fruit             |
| Case 30 | 瞳の中のハイランド        | The Highlands in Your Eyes | Highlands in the Eyes           |
| Case 31 | 匂いの鍵                  | The Scent is the Key       | A Scent of a Key                |
| Case 32 | 背中の裏街                | The Back Street            | The Back in the Back Street     |
| Case 33 | 天使のような悪魔          | Devil like an Angel        | An Angel of the Devil           |
| Case 34 | 瑪瑙色の時間              | The Agate Color of Time    | Time in Agate Green             |
| Case 35 | 五月の恋                  | Love in May                | May Fall in Love                |
| Case 36 | ブルーフライデー          | Blue Friday                | Blue Friday                     |
| Case 37 | 面接の日                  | Interview Day              | The Time of Interview           |
| Case 38 | 狩人の季節（前編）        | Hunting Season Part 1      | The Hunting Season - First Part |
| Case 39 | 狩人の季節（後編）        | Hunting Season Part 2      | The Hunting Season - Later Part |

Note : Le titre de la version française correspond au titre utilisé par l'éditeur de l'anime en France. Les titres sont anglais, pas en français dans les DVD.

### Doublage
| Personnages          | Voix japonaises, | Voix françaises,       |
| -------------------- | ---------------- | ---------------------- |
| Taichi Hiraga Keaton | Norihiro Inoue   | Jérôme Keen            |
| Taihei Hiraga        | Ichirō Nagai     | Luc Boulad             |
| Yuriko Hiraga        | Hōko Kuwashima   | Dominique Vallée       |
| Charlie Chapman      | Masashi Sugawara | Thierry Mercier        |
| Daniel O'Connell     | Shinpachi Tsuji  | Luc Boulad             |
| Narrateur            | Keaton Yamada    | Jean-Baptiste Marcenac |

### Génériques
Générique d'introduction
- Opening Theme (1-39)
  - Interprétation: Kuniaki Haishima

Génériques de fin
- eternal wind (1-13)
  - Interprétation: BLÜE
- A Sigh (14-26)
  - Interprétation: KneuKid Romance
- From Beginning (17-39)
  - Interprétation: Kuniaki Haishima

### DVD

#### Version américaine
La version anglaise a été diffusée par Pioneer Entertainment/Geneon Entertainment Inc en association avec The Ocean Group. Les quatre premiers DVD ont été sortis avant le changement de nom de Pionner vers Geneon. Chaque DVD comporte cinq épisodes, exception faite pour le dernier qui en comporte que quatre. Tous incluent des dialogues doublées en anglais ainsi que les dialogues japonais originaux. Les dates de sorties des DVD et leur diffusion aux États-Unis sont les suivantes :
1. Excavation I, 10 juin 2003
2. Excavation II, 12 août 2003
3. Killer Conscience, 14 octobre 2003
4. Blood & Bullets, 9 décembre 2003
5. Blood & Dust, 10 février 2004
6. Fakers & Friends, 13 avril 2004
7. Life & Death, 8 juin 2004
8. Passion Games, 10 août 2004

#### Version française
La version française comporte trois box comprenant chacun trois DVD, cinq épisodes par DVD et quatre pour le dernier de manière similaire à l'édition américaine.
Langage japonais avec sous titre français optionnels.

## Analyse

### Controverse au sujet du «vrai» créateur
Hokusei Katsushika est le nom de plume de Hajime Kimura, qui était le coauteur du manga Golgo 13. Il est généralement considéré que Kimura créa l'histoire alors que Urasawa s'occupa des illustrations. Après que Kimura mourut d'un cancer en décembre 2004, Urasawa déclara dans une interview donnée au mensuel Shuukan Bunshun en mai 2005 que Kimura avait stoppé son travail de scénariste en raison de conflits personnels avec Urasawa à un moment donné de la série. Urasawa affirme alors avoir créé seul l'histoire et les graphismes, ce qui l'amena à demander que le nom de Katsushika apparaisse en plus petit que le sien sur la couverture des tomes. Kariya Tetsu, un mangaka qui était un ami très proche de Kimura et une figure influente de Shōgakukan s'est opposé à cette action avec véhémence, ce qui a eu pour conséquence directe l'arrêt de la publication du manga en juillet 2005,,,.
À la suite de ce conflit, le manga est devenu introuvable. Cependant, il a connu une réédition en version deluxe de douze tomes entre août 2011 et juin 2012.

### Réception
En France, pour Steve Naumann d'AnimeLand, « Urasawa s'est documenté et a su retranscrire les ambiances de Paris, Londres ou Florence. Les paysages et campagnes allemandes sont magnifiés par le mangaka, bien avant Monster ».

## Master Keaton Remaster
Une suite nommée Master Keaton Remaster a commencé à être prépublié dans le magazine Big Comic Original en mars 2012. Cette fois-ci, le manga est coécrit par Takashi Nagasaki, le scénariste de Monster, Pluto et Billy Bat. Le dernier chapitre est paru le 20 août 2014 et la série comporte un unique volume publié le 28 novembre 2014, en version standard et version deluxe. La version française est publiée par Kana en 2016.
| no | Japonais         | Japonais          | Français        | Français          |
| no | Date de sortie   | ISBN              | Date de sortie  | ISBN              |
| --- | ---------------- | ----------------- | --------------- | ----------------- |
| 1 | 28 novembre 2014 | 978-4-09-186726-1 | 22 janvier 2016 | 978-2-5050-6473-2 |
| Liste des chapitres : - Quête 1 : Le bel homme au bois dormant - Quête 2 : À ma mère Antonija - Quête 3 : Le mur de Marion - Quête 4 : Saint nuit à Habacuc - Quête 5 : La déesse et les sabots - Quête 6 : Le garçon qui criait au loup - Quête 7 : La déesse de l'île de Malte - Quête 8 : Huit hommes d'honneur |                  |                   |                 |                   |

### Édition japonaise
Master Keaton
1. 1 2  (ja) « Tome 1 ».
2. 1 2  (ja) « Tome 2 ».
3. 1 2  (ja) « Tome 3 ».
4. 1 2  (ja) « Tome 4 ».
5. 1 2  (ja) « Tome 5 ».
6. 1 2  (ja) « Tome 6 ».
7. 1 2  (ja) « Tome 7 ».
8. 1 2  (ja) « Tome 8 ».
9. 1 2  (ja) « Tome 9 ».
10. 1 2  (ja) « Tome 10 ».
11. 1 2  (ja) « Tome 11 ».
12. 1 2  (ja) « Tome 12 ».

Master Keaton Remaster
1. 1 2  (ja) « Tome 1 »(Archive.org • Wikiwix • Archive.is • Google • Que faire ?).

### Édition française
Master Keaton
1. 1 2  (fr) « Tome 1 ».
2. 1 2  (fr) « Tome 2 ».
3. 1 2  (fr) « Tome 3 ».
4. 1 2  (fr) « Tome 4 ».
5. 1 2  (fr) « Tome 5 ».
6. 1 2  (fr) « Tome 6 ».
7. 1 2  (fr) « Tome 7 ».
8. 1 2  (fr) « Tome 8 ».
9. 1 2  (fr) « Tome 9 ».
10. 1 2  (fr) « Tome 10 ».
11. 1 2  (fr) « Tome 11 ».
12. 1 2  (fr) « Tome 12 ».

Master Keaton Remaster
1. 1 2  « Tome 1 ».